# Воронцов, Владимир Глебович
Владимир Глебович Воронцов (Москва, 1944 — Москва, предположительно 1995 или 1996) — советский  рабочий-сварщик и антисоветский террорист. 11 января 1991 года совершил в Калуге два политических убийства: застрелил Ивана Фомина — редактора газеты «Знамя» (печатного органа обкома КПСС) и  Анатолия Калужского, председателя профкома строительного треста, а также ранил фотокорреспондента газеты Геннадия Головкова. Приговорён к смертной казни и расстрелян в Российской Федерации уже после распада СССР.

## Трижды заключённый
Родился в обеспеченной московской семье, отец Владимира Воронцова был полковником Советской армии, мать — директором ресторана. В юности Владимир примкнул к подростковой хулиганской компании, участвовал в разбойном нападении на киоскёра. Был отправлен в исправительно-трудовую колонию. Принадлежал к «отрицалову», участвовал в бунте против администрации. Вскоре после освобождения снова арестован и осуждён за разбой.
По воспоминаниям Воронцова, «второй раз я попал на такой режим, что вышел оттуда законченным антисоветчиком, там я возненавидел коммунистов». Отбывал наказание вместе с убеждёнными антикоммунистами, в том числе «лесными братьями». В третий раз был судим за драку. В общей сложности провёл в местах лишения свободы около 10 лет.
Освободившись, Воронцов был ограничен в выборе места жительства и не мог вернуться в Москву. Устроился в Калуге, работал сварщиком домостроительного комбината. Жил в гражданском браке с Натальей Леонидовной Спектор, имел сына Романа Владимировича Воронцова.
В 1986 году посетил Тулу и приобрёл охотничье ружьё, из которого изготовил двуствольный обрез.

## Калужские политические убийства
Владимир Воронцов придерживался твёрдых антисоветских, антикоммунистических убеждений. КПСС он считал преступной организацией. В 1990 году, во время перестройки, вступил в Народный фронт, участвовал в митингах и собраниях. Однако он был сторонником радикальных действий и быстро разочаровался в тогдашней оппозиции, которая ограничивалась словесной критикой КПСС.
Воронцов составил список из восьми (по другим данным — пятнадцати) фамилий функционеров КПСС и ВЦСПС. Каждую фамилию сопровождал перечень «преступных деяний». Все перечисленные в «списке Воронцова» подлежали, согласно его плану, физической ликвидации — как руководящие коммунисты.

Я состоял в Народном фронте, ходил на митинги, собрания. Всё это не устраивало меня — слова… А я человек действия, практик. У меня были собраны досье на власти предержащие — факты, газетные статьи. В списке были три или четыре секретаря парткома, работники обкома. Я решил начать с Фомина. Всё же «Знаменка» — областная газета, читаем её каждый день. Это понятно. Фомина утверждал обком, сам он член бюро ОК КПСС…

Владимир Воронцов, из показаний на следствии

11 января 1991 года Владимир Воронцов пришёл в редакцию газеты «Знамя» — органа Калужского обкома КПСС. Это издание Воронцов считал «реакционно-коммунистическим», главный редактор Иван Фомин числился в списке. Убийство Фомина готовилось заранее, Воронцов посещал редакцию якобы для устройства рабкором. Он оставлял там свои данные и не сомневался в быстром аресте после акции.
Войдя в кабинет редактора, Воронцов приказал Фомину встать и трижды выстрелил из обоих стволов обреза. На шум появился фотокорреспондент Геннадий Головков. Воронцов приказал ему выйти и выстрелил через дверь (впоследствии он сожалел, что «невиновный попался под руку»). После этого Воронцов вышел в коридор, за ним последовал тяжело раненый Фомин. Увидев это, Воронцов выстрелил снова — четвёртой пулей Фомин был убит. Головков остался жив, но его пришлось госпитализировать с огнестрельным ранением и сильной потерей крови.
Из редакции Воронцов направился в обком, намереваясь убить нескольких секретарей и заведующих отделами. Однако от этого плана ему пришлось отказаться, поскольку вахтёр не впустил посетителя без пропуска. Тогда Воронцов направился в трест «Строймеханизация» и двумя выстрелами убил председателя профкома Анатолия Калужского, также числившегося в списке.

## Следствие и суд
Милиция Калуги была поднята по тревоге и снабжена приметами убийцы. Однако Воронцов не скрывался. Совершив два убийства, он посчитал свой план реализованным в максимально возможных масштабах. Он сам позвонил дежурному областного УВД, предупредил о явке и сдался.

Прошёлся, сока попил, сигарет купил и уже шёл в УВД. На той улице, где управление расположено, подошли ко мне двое, пошли, говорят… были бы у меня патроны — не сдался бы.

Владимир Воронцов, из показаний на следствии

В ходе следствия Воронцов держался жёстко, вину не отрицал. Свои действия он мотивировал идейной (не личной) ненавистью к коммунистам за «двуличие» и преступления советского режима.

Я спрашивал его: он тебе дорогу переходил? Нет, отвечает, нормальный мужик, но он же коммунист… На следствии он все рассказывал. Хладнокровный был до ужаса. Но ненавидел коммунистов-руководителей.

 Иван Борецкий, следователь КГБ СССР

Суд Калужской области приговорил Владимира Воронцова к исключительной мере наказания — смертной казни. Приговор был вынесен в марте 1992 года — уже в другой стране, после распада СССР.
На процессе Воронцов вновь назвал коммунистов преступниками, а свои действия — актом идеологической борьбы. Убийство Фомина обосновал «нападками „Знамени“ на демократию», убийство Калужского — «притеснениями рабочих». Гордился своим участием в антикоммунистической борьбе, к собственной судьбе проявлял полное равнодушие. 

## Отказ от помилования
Несмотря на распад СССР и антикоммунизм в Российской Федерации, Ельцин не помиловал Воронцова. Сам Воронцов не только отказался подать прошение о помиловании, но и напротив, настаивал на приведении приговора в исполнение (в письме президенту Ельцину, датированном 17 августа 1993). Ни о каком раскаянии речи при этом не шло: Воронцов заявлял, что государство должно быть таким же последовательным, как он.
Информация о приведении приговора в исполнение официально не оглашалась, но в открытых источниках говорится, что «приговор привели в исполнение за несколько месяцев до того, как Россия приняла мораторий на смертную казнь». Последний год, когда в России сообщалось о приведении смертных приговоров в исполнение — 1996.